# Acateeks

Spreiding van Mayatalen over Guatemala

Het Acateeks -ook wel bekend als Acateco, Acatec, Conob of Westelijk Q'anjob'al- is een taal uit de Maya-taalfamilie. Het wordt gesproken door de Acateken in Guatemala, voornamelijk in en rond de gemeentes San Miguel Acatán en San Rafael La Independencia in het departement Huehuetenango, en in kleinere groepen migranten in Mexico en de Verenigde Staten.
Samen met het Q'anjob'al, Chuj, Jacalteeks, Tojolab'al en Mocho' vormt het Acateeks de westelijke tak van de Maya-taalfamilie.
Achi · Acateeks · Aguacateeks · Chalchiteeks · Chuj · Garifuna · Ch'orti' · Itza · Ixil · Jacalteeks · K'iche' · Kaqchikel · Lacandón · Mam · Mopan · Poqomam · Poqomchi' · Q'anjob'al · Q'eqchi' · Sacapulteeks · Sipakapense · Tectiteeks · Tz'utujil · Uspanteeks · Xinka